# Fantom iz opere (film iz 1925)
Fantom iz opere (engl. The Phantom of the Opera) je slavna američka crno-bela nema horor drama iz 1925. koju je režirao Rupert Džuliјan, a koja govori o tajnovitom, unakaženom čoveku koji se skriva u pariskoj operi. Fantom iz opere se smatra jednim od velikih klasika kinematografije.

## Radnja
U Parizu se nalazi slavna opera koja je na zlom glasu jer je sagrađena iznad podruma za mučenje i jer se šire glasine da njom luta tajanstveni duh. Ipak, novi vlasnici kupe operu jer ne veruju u te legende. No, nakon održane predstave, mlada balerina Karlota dobija preteće pismo od „fantoma iz opere“ koji joj zapreti da će joj karijera završiti katastrofalno ako nastupi u operi „Faust“ i da novu ulogu mora dobiti nepoznata Kristin Dae. Na dan predstave, Karlota se razboli i Kristin zauzme njeno mesto. U publici sede i Raul, Kristinin ljubavnik, i njegov brat Komt Filip. Začudo, nakon predstave mu ona objavi da želi prekinuti njihovu vezu. Naime, ona je počela slušati savete tajnovitog “fantoma iz opere” koji se zaljubio u nju i koji joj pomaže u stvaranju karijere. Kada Karlote nastupi u operi uprkos upozorenju, luster padne na publiku i izazove paniku. Raul odluči prisluškivati Kristin, te biva svedok kako ona kroz tajna vrata u ogledalu uđe u podzemni lavirint ispod opere i upozna fantoma, ali s maskom. On se ispostavi kao čovek zvani Erik koji ima unakaženo lice koje prestraši Kristin. On je pušta natrag na površinu uz uvslov da sve drži pod tajnom, ali ona sve otkrije Raulu. Na to je Erik otme i zapreti da će ubiti Raula i tajnog policajca Leduksa, kojeg je zarobio u podrumu, ako mu ona ne obeća ljubav. Ona prihvati i on je odveze u kočiji. Ipak, ona uspe da se spasi, a ljuta masa ljudi na ulici ubije Erika i baci ga u reku.

## Spoljašnje veze
- Fantom iz opere (film iz 1925) на веб-сајту  (језик: енглески)
- The Phantom of the Opera на веб-сајту  (језик: енглески)
- The Phantom of the Opera на веб-сајту  (језик: енглески)
- rare lobby card Архивирано на веб-сајту  (24. септембар 2015)